# نخودی‌خرچنگان
نخودی‌خرچنگان (نام علمی: Pinnotheridae) نام یک خانواده از خرچنگ‌ها است که بالاخانواده خود را به نام نخودواران (Pinnotheroidea) دارد..